# Strangalia antennata
Strangalia antennata es una especie de escarabajo longicornio del género Strangalia, categorizada en la tribu Lepturini, de la subfamilia Lepturinae. Fue descrita por Schaeffer en 1908.

## Descripción
Mide 13,25-18 mm de longitud.

## Distribución
Se distribuye por Estados Unidos.